# Lebedos
Lebedos (gr Λέβεδος) – starożytne miasto greckie, należące do jońskiego dodekapolis; jego ruiny położone są w pobliżu tureckiego Hypsili-Hissar. 
Miasto zostało założone na wyspie w Zatoce Efeskiej przez osadników kierowanych przez Andromona. Ze stałym lądem łączył je falochron portu. Lizymach, satrapa Tracji zamierzał przenieść mieszkańców Lebedos do Efezu, ale sprzeciwili się temu Efezyjczycy. Pod koniec IV wieku p.n.e. Antygon miał zamiar połączyć Lebedos z Teos w nowe miasto Teos. W latach 226-190 p.n.e. miasto nosiło nazwę Ptolemais na cześć Ptolemeusza II.
Z okresu rzymskiego pochodzą ruiny  publicznych łaźni, w których wykorzystywano wodę z siarkowych źródeł termalnych.